# Ernst Hallberg
Ernst Johan Emanuel Hallberg, född 5 januari 1894 i Falkenberg, död 28 april 1944 i Klippan, var en svensk ryttare. Han blev olympisk bronsmedaljör i Amsterdam 1928.
Ernst Hallberg blev ryttmästare vid Skånska kavalleriregementet 1931. Vid de nordiska ryttartävlingarna 1927 ingick han i det segrande svenska laget i prishoppning i Köpenhamn. Åren 1930 och 1934 vann de i Stockholm samt 1935 i Oslo.
Hallberg segrade i Grosses Preis von Aschan 1928 och 1929. Vid de olympiska spelen i Amsterdam 1928 vann han bronsmedalj i lagprishoppning. I Los Angeles 1932 blev han femma både i fälttävlan och prishoppning.
Ernst Hallberg omkom i en bilolycka. Vid sin död var han major vid Skånska pansarregementet. Han är begravd på Donationskyrkogården i Helsingborg.